# هنري ميلفيل
هنري ميلفيل (بالإنجليزية: Henry Melville)‏ هو كاتب وصحفي أسترالي، ولد في 1799، وتوفي في 1873.